# IC 2100
IC 2100 — галактика типу *2 (подвійна зірка) у сузір'ї Ерідан.
Цей об'єкт міститься в оригінальній редакції індексного каталогу.